# Човпня
Човпня — деревня в Стародубском муниципальном округе Брянской области.

## География
Находится в южной части Брянской области на расстоянии приблизительно 15 км по прямой на восток-северо-восток от районного центра города Стародуб.

## История
В 1859 году здесь (деревня Стародубского уезда Черниговской губернии) было учтено 20 дворов, в 1892 — 36. На карте 1941 года показана как деревня с 68 дворами. До 2020 года входила в состав Десятуховского сельского поселения Стародубского района до их упразднения.

## Население
Численность населения: 163 человека (1859 год), 199 (1892), 16 человек в 2002 году (русские 100 %), 6 в 2010.